# أروكا دا سيلفا
أروكا دا سيلفا (بالبرتغالية: Arouca‏) (11 أغسطس 1986 البرازيل - ) هو لاعب كرة قدم برازيلي، يلعب كلاعب وسط.

## وصلات خارجية
أروكا دا سيلفا على موقع الاتحاد الدولي (مؤرشف)  (الإنجليزية)
- أروكا دا سيلفا على موقع قاعدة بيانات كرة القدم.إي يو (الإنجليزية)
- أروكا دا سيلفا على موقع ناشيونال فوتبول تيمز (الإنجليزية)
- أروكا دا سيلفا على موقع Soccerway.com (الإنجليزية)
- أروكا دا سيلفا على موقع عالم كرة القدم.نت (الإنجليزية)